# مناقشه ایودیا

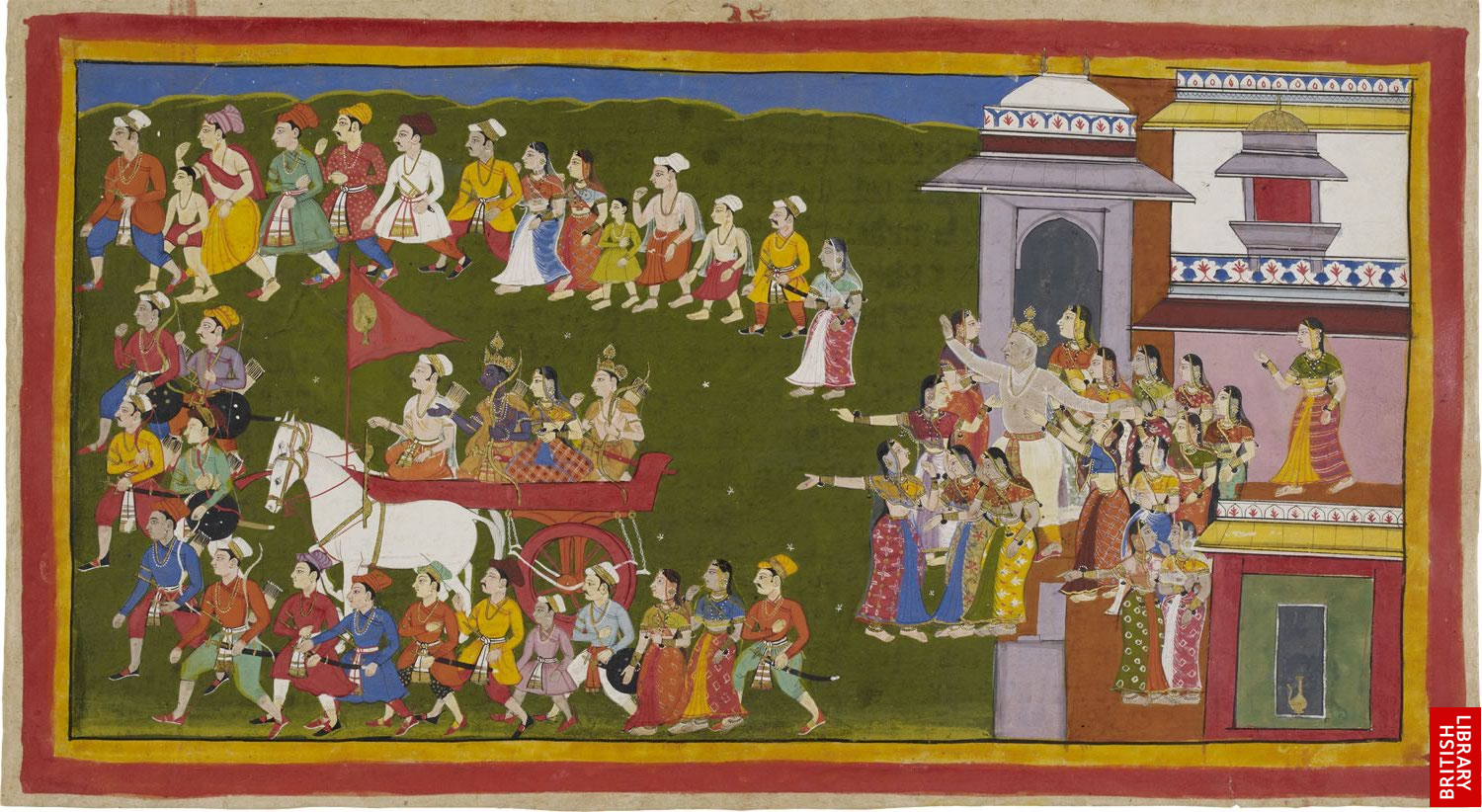
مناقشه ایودیا

مناقشه ایودیا یک مناقشه سیاسی، تاریخی و اجتماعی-مذهبی در شهر ایودیا ایالت اوتار پرادش هند بر سر کنترل زمینی است که هندوان آن را مولد راما می دانند و بابر موسس امپراتوری گورکانی مسجد بابری را بر آن بنا نهاده بود. سپس در سال ۱۹۹۲ شورشیان هندو به طور غیرقانونی مسجد بابری را تخریب کردند. مالکیت این زمین و احداث بنا بر روی آن از آن زمان در دادگاه های هند موضوع مناقشه بوده است. سرانجام، دیوان عالی هند در نوامبر ۲۰۱۹ فرمان داد که هندوان می توانند به جای مسجد بابری در این مکان معبدی تأسیس کنند. در ۵ اوت ۲۰۲۰، نارندرا مودی، نخست وزیر هند، سنگ بنای معبد جدید را نهاد و در سخنرانی خود به تجلیل از احداث این بنا و کسانی که برای تأسیس آن کوشیدند، پرداخت.